# Дітинець
Дітинець — село в Україні, у Потіївській сільській територіальній громаді Житомирського району Житомирської області. Населення становить 136 осіб (2001).

## Історія
У 1900 році — власницьке село Потіївської волості Радомисльського повіту Київської губернії. Відстань від повітового міста 16 верст, від волості — 3. Дворів 75, мешканців 324, 3 кузні, 1 запасний хлібний магазин, 1 пожежний обоз.
11 листопада 1921 р., під час Листопадового рейду, через Дітинець проходила Волинська група (командувач — Юрій Тютюнник) Армії Української Народної Республіки.
У 1923—54 роках — адміністративний центр Дітинецької сільської ради Потіївського району.
До 6 серпня 2015 року село входило до складу Облітківської сільської ради Радомишльського району Житомирської області.